# Forotic
Forotic is een Roemeense gemeente in het district Caraș-Severin.
Forotic telt 1827 inwoners.